# 小行星25492
小行星25492（25492 Firnberg）是一颗绕太阳运转的小行星，为主小行星带小行星。该小行星于1999年12月发现。

## 轨道参数
小行星25492的轨道半长轴为339 186 330 km（2.2672883 UA），离心率为0.198。